# Athemus tobiranus
Athemus tobiranus es una especie de coleóptero de la familia Cantharidae.

## Distribución geográfica
Habita en Japón.